# オスカー・ウェスター
オスカー・ウェスター（Oscar Wester、1995年6月21日 - ）は、スウェーデン出身のフリースキーヤー。
2013年にスウェーデン国内で開催されたFIS National Championshipsでは16歳にしてスロープスタイル種目で1位。FIS World Cupのスロープスタイル種目では2013年にスペインのSierra Nevada大会で2位。

## 生い立ち
母に背負われてスキーをしたのが初めてのスキー体験。スキーを自分で滑り始めたのは3歳の頃。

## 戦歴
2015年8月にニュージーランドのCardronaで開催されたFIS World Cupのスロープスタイル種目では予選を4位で通過し、決勝は8位。ソチオリンピックのスロープスタイル種目では18位。

## スポンサー
- サロモン
- オークリー
- レッドブル